# لويس فرناندو راموس بيريز
لويس فرناندو راموس بيريز (بالإسبانية: Luis Fernando Ramos Pérez)‏ هو كاهن كاثوليكي تشيلي، ولد في 2 يناير 1959 في سانتياغو في تشيلي.